# دولنا اوریاهوویتسا
دولنا اوریاهوویتسا شهری در استان ولیکو ترنوو کشور بلغارستان است که جمعیت آن در سال ۲۰۰۱ میلادی ۳٬۲۲۷ نفر بوده‌است.